# 김정행 (1943년)
김정행(金正幸, 1943년 12월 7일, 경상북도 포항시 북구 청하면 월포리 ~ )은 대한민국의 제38·39대 대한체육회 회장이다.

## 학력
- 1950.03 ~ 1955.02 포항중앙국민학교 졸업
- 1955.03 ~ 1958.02 포항중학교 졸업
- 1958.03 ~ 1961.02 대건고등학교 졸업
- 1961.03 ~ 1965.02 대한유도학교 유도학과 졸업
- ~ 1976.02 건국대학교 행정대학원 교육행정학 석사 졸업

### 비학위 수료
- ~ 1996 경기대학교 대학원 행정학 명예박사 수료
- ~ 1997 니혼대학교 대학원 스포츠의학 박사 수료
- ~ 2003 중국문화대학교 대학원 이학 명예박사 수료
- ~ 2003 대만국립대학교 대학원 이학 명예박사 수료
- ~ 2007 호남사범대학교 대학원 체육학 명예박사 수료
- ~ 2010 레츠카프트체육대학교 대학원 체육학 명예박사 수료

## 경력
- 대한민국 유도 국가대표
- 대한민국 유도 국가대표팀 감독
- 1993 ~ 1994 용인대학교 부총장
- 1994.02 ~ 1998.02 제2대 용인대학교 총장
- 1995.06 경기도체육회 부회장
- 1995.11 ~ 1997.01 제29대 대한유도회 회장
- 1997 ~ 2002 대한체육회 부회장
- 1997.01 ~ 2001.01 제30대 대한유도회 회장
- 1998.03 ~ 2002.02 제3대 용인대학교 총장
- 1999 제1대 대한무도학회 회장
- 2000 아시아유도연맹 부회장
- 2002.03 ~ 2006.02 제4대 용인대학교 총장
- 2001.01 ~ 2005.01 제31대 대한유도회 회장
- 2004.11 아시아체육교류연맹 이사장
- 2005.01 제32대 대한유도회 회장
- 2005.04 대한체육회 부회장
- 2005.06 범태평양유도연맹 회장
- 2006.03 ~ 2010.02 제5대 용인대학교 총장
- 대한무도학회 회장
- 2006.04 재경포항향우회 회장
- 2006.05 ~ 2007.05 세계유도연맹 부회장
- 2006.05 ~ 2007.05 아시아유도연맹 회장
- 2007.05 동아시아유도연맹 회장
- 2007.05 아시아유도연맹 부회장
- 2008.06 제29회 베이징 올림픽 선수단 단장
- 2009.01 제33대 대한유도회 회장
- 2009.10 인천아시아경기대회조직위원회 부위원장
- 2010.03 ~ 2014.02 제6대 용인대학교 총장
- 2013.01 제34대 대한유도회 회장
- 2013.02 ~ 2016.10 제38·39대대한체육회 회장

## 수상
- 1967 동경 유니버시아드대회 유도 남자 은메달
- 2010 스페인올림픽위원회 특별공로상
- 2011 제3회 소강체육대상 공로상

## 논란
[레전드리턴즈2] 정의를 외치던 김재엽은 왜! 유도계에서 퇴출당했나?